# IOS 14
iOS 14 és la catorzena versió principal del sistema operatiu mòbil iOS desenvolupat per Apple per a les línies iPhone i iPod touch. Anunciat a la Conferència Mundial de Desenvolupadors de l'empresa el 22 de juny de 2020 com a successor d'iOS 13, es va llançar al públic el 16 de setembre de 2020. Va ser succeït per iOS 15 el 20 de setembre de 2021.

## Característiques del sistema

### Clips de l'aplicació
Els clips d'aplicacions són una nova característica que amplia la funcionalitat de l'App Store. Pensat com una característica dinàmica en lloc d'una aplicació instal·lada permanentment, els clips d'aplicacions són extremadament reduïts amb molt pocs permisos del sistema operatiu. En el moment de l'anunci, només es mostrava l'ús d'Apple Pay i Inici de sessió amb Apple.
Els clips d'aplicacions es poden descobrir en persona mitjançant etiquetes NFC (iPhone 7 o posterior) o codis QR amb la marca App Clips. També es poden compartir mitjançant Missatges, o col·locar-se en llocs web o Maps.

### CarPlay
CarPlay es va actualitzar per permetre als usuaris establir un fons de pantalla integrat. La gestió de rutes a Apple Maps es va ampliar amb funcions que alertaven l'usuari de les parades disponibles, com ara l'aparcament i la comanda de menjar. A més, la planificació de rutes per als vehicles elèctrics ara considera la ubicació de les estacions de recàrrega.

### Les claus del cotxe
Les claus del cotxe permeten que un iPhone actuï com a clau virtual del cotxe mitjançant la tecnologia NFC amb cotxes compatibles. El primer cotxe compatible presentat per Apple a la WWDC 2020 va ser el BMW Sèrie 5 de 2021. Les claus són accessibles des de l'aplicació Wallet. Les claus es poden compartir; la compartició pot ser temporal o amb restriccions. En cas que l'iPhone estigui sense bateria, encara es pot accedir a les claus del cotxe mitjançant la reserva d'energia de l'iPhone durant unes cinc hores. Les claus del cotxe requereixen un iPhone llançat el 2018 o posterior.

### Ginys
A l'esquerra de la primera pàgina, la vista d'avui se substitueix per una interfície d'usuari de widget desplaçable. Els widgets es poden col·locar a la pantalla d'inici per situar-se entre les icones d'aplicacions; es poden canviar de mida a icones de dos per dos, horitzontals de dos per quatre o quatre per quatre. Els widgets de la mateixa mida es poden apilar els uns sobre els altres i passar-los entre ells per comoditat; es pot col·locar una pila intel·ligent que mostra automàticament el giny més rellevant per a l'usuari en funció de l'hora del dia.

### Biblioteca d'aplicacions
A la dreta de l'última pàgina, la Biblioteca d'aplicacions enumera i classifica les aplicacions instal·lades al dispositiu. Les aplicacions de cada categoria s'organitzen en funció de la freqüència del seu ús. A més d'una categoria per a aplicacions suggerides, una categoria "recent" enumera les aplicacions instal·lades recentment juntament amb els clips d'aplicacions als quals s'ha accedit recentment. Els usuaris poden cercar l'aplicació que desitgen o navegar-hi per ordre alfabètic.

### Cerca i Siri
Es van fer millores a la funció de cerca a la pantalla d'inici, inclosa una interfície d'usuari refinada que només ara ocupa un petit cercle i una bombolla de text a la pantalla en lloc de tota la pantalla, un llançador ràpid per a aplicacions, una cerca web més detallada, dreceres per entrar. cerca d'aplicacions i suggeriments de cerca millorats mentre escriviu.
Tot i que es va compactar perquè el contingut a continuació sigui visible, la interfície de Siri no permet la multitasca simultània, ja que els dissenyadors consideraven que no estava clar com es descartaria la interfície. Siri ara pot respondre un conjunt més ampli de preguntes i traduir més idiomes. Els usuaris també poden compartir la seva ETA amb els contactes i demanar indicacions per anar en bicicleta.